# Йоос ван Вассенхов
Йоос ван Вассенхов або Юстус ван Гент, також Джусто ді Ганд (нід. Joos van Wassenhove, італ. Giusto di Gand бл. 1410, Нідерланди — бл. 1480, Італія ?) — італійський художник XV ст., фламандець за походженням.

## Розшуки і канва біографії
Належить до призабутих майстрів, життєпис котрих відновити повністю не вдається. Точний рік народження невідомий, тому його розміщають то у 1410, то у 1440 році. А це розбіжності у тридцять років і мимоволі відсуває в часі роки його навчання, його авторитети в мистецтві і майстра, у котрого той міг навчатися.
Не збережено точних відомостей і про місце народження художника. Розшуки в архівах довели, що він працював у місті Гент, але не доведено, чи народився він у Генті чи прибув у багате місто в надії навчитися і заробити на життя. Тим не менше пізніше його пов'язали із містом Гент і одне із прізвищ художника —  Юстус ван Гент  або викривленою італійською Джусто ді Ганд.
Про нього згадав Джорджо Вазарі, котрий і сам мало знав про митця.

## Нідерландський період
Від нідерландського періоду збережені лише окремі свідоцтва. 1460 року він був прийнятий у Гільдію св. Луки у місті Антверпен, що свідчить лише про мандри художника і про його добру фахову підготовку, відповідну до тогочасних фахових вимог. У 1464–1469 роках він працював у місті Гент.
До нідерландського періоду відносять два значні твори. Це «Поклоніння волхвів» (створене до 1470 року або наприкінці 1460-х, нині в музеї мистецтва Метрополітен) та триптих «Голгофа» або «Кальварія» (датований 1465, церква Св. Бавона, Гент). Вони видають знайомство із творами Рогіра ван дер Вейдена або Дірка Боутса, далеко не останніх нідерландських майстрів.

## Італійський період
Близько 1471 року художник прибув у Італію і первісно зупинився у Римі. Папський Рим швидко ставав відомим центром ренесансної культури не стільки завдяки вихованню своїх, місцевих майстрів, скільки завдяки широкому залученню до робіт талановитих майстрів у численних церквах і у Ватикані з усіх усюд, не оминаючи і іноземців.
Рим справив на нідерландського майстра помітне враження наявністю мозаїк і старовинних фресок, але ще більше — творами сучасних для Йооса ван Вассенхова творами Мелоццо да Форлі та інших майстрів. Історики мистецтва пов'язують пом'якшення художньої манери Йооса ван Вассенхова зі знайомством з творами римських майстів та творами Мелоццо да Форлі.
Папський Рим всіляко пестив полководця Федеріго да Монтефельтро і зробив останнього князем у віддаленому Урбіно. Аби міцніше пов'язати Федеріго да Монтефельтро з політикою папи римського, в гірському Урбіно дозволили вибудувати нову резиденцію полководця і запросити на працю туди як італійських, так і іноземних майстрів.

## Урбінський період

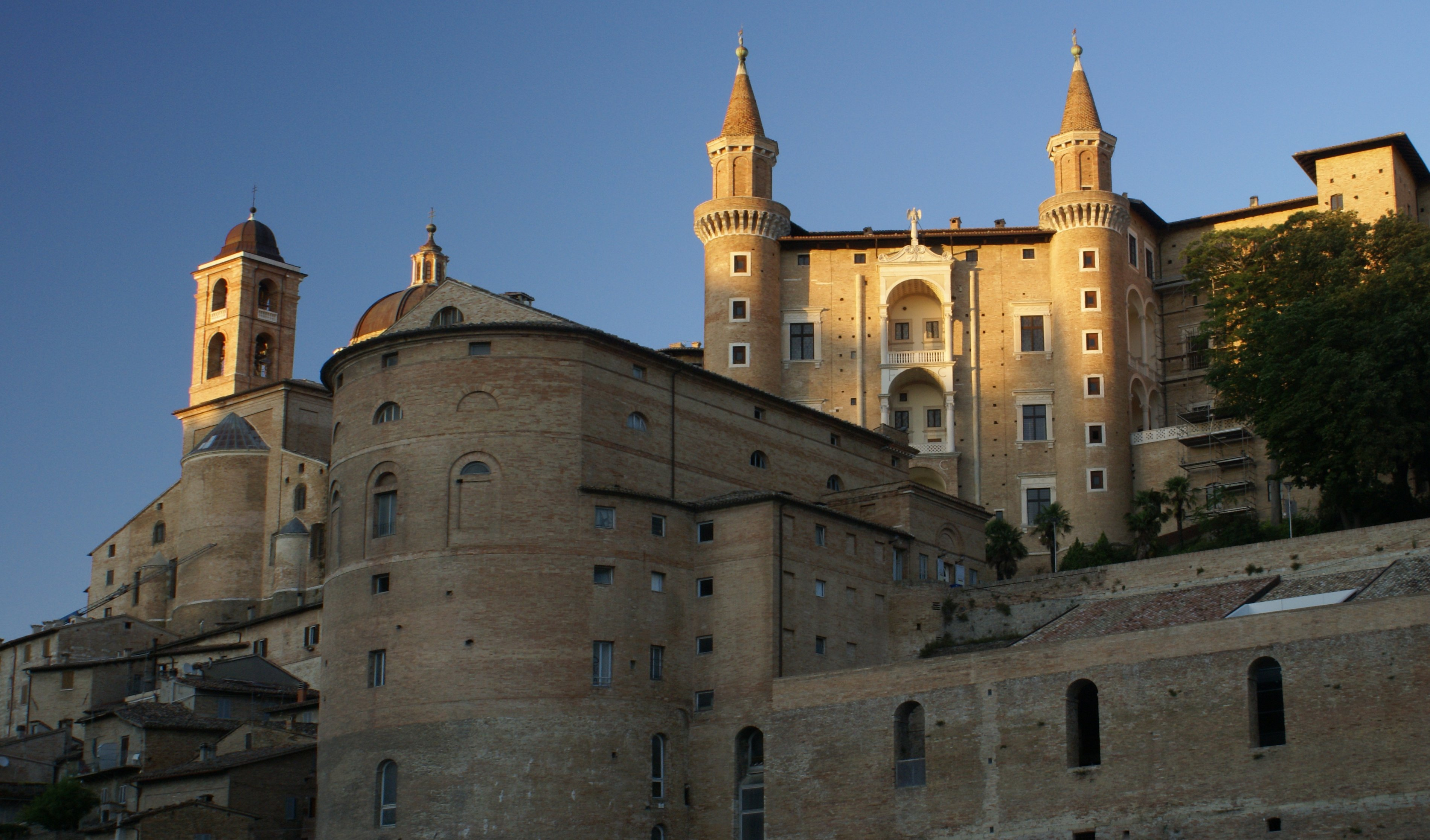
Князівська резиденція в Урбіно. Вигляд з міста.

Над створенням нової резиденції у віддаленому Урбіно працювала ціла низка майстрів, серед котрих були —
- Лучано да Лаурана, архітектор з Далмації
- Донато Браманте, молодий тоді італійський архітектор
- Педро Берругете, художник з Іспанії
- Йоос ван Вассенхов, художник з Південних Нідерландів
- П'єро делла Франческа, італійський майстер
- Джованні Санті, надвірний художник герцогів Монтефельтро, батько уславленого пізніше Рафаеля Санті
- Джуліано та Бенедетто да Майано та його помічники і учні
- бригада італійських фортифікаторів і будівельників
- бригада італійських теслярів і меблярів тощо.

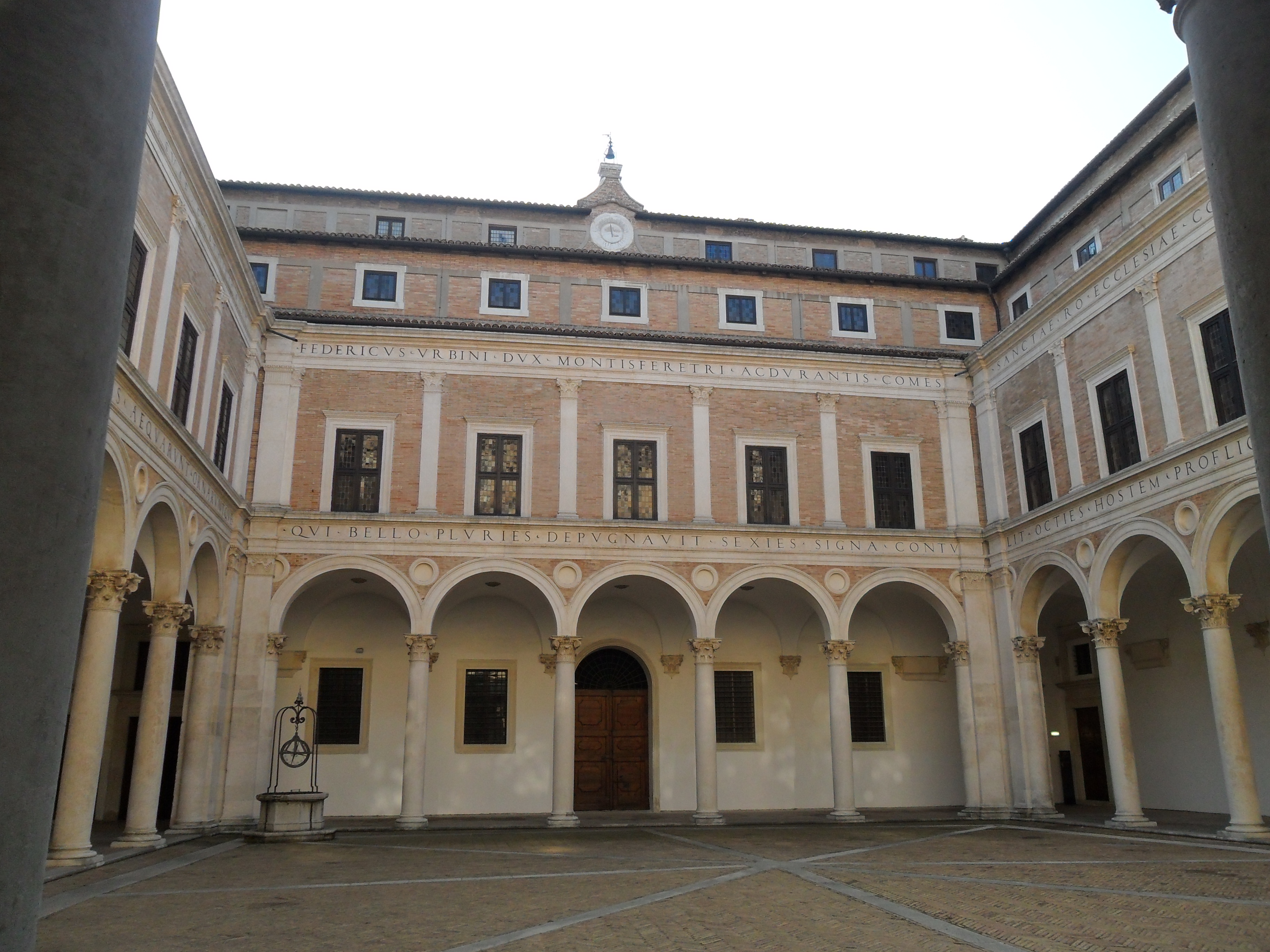
Резиденція в Урбіно, внутрішній дворик
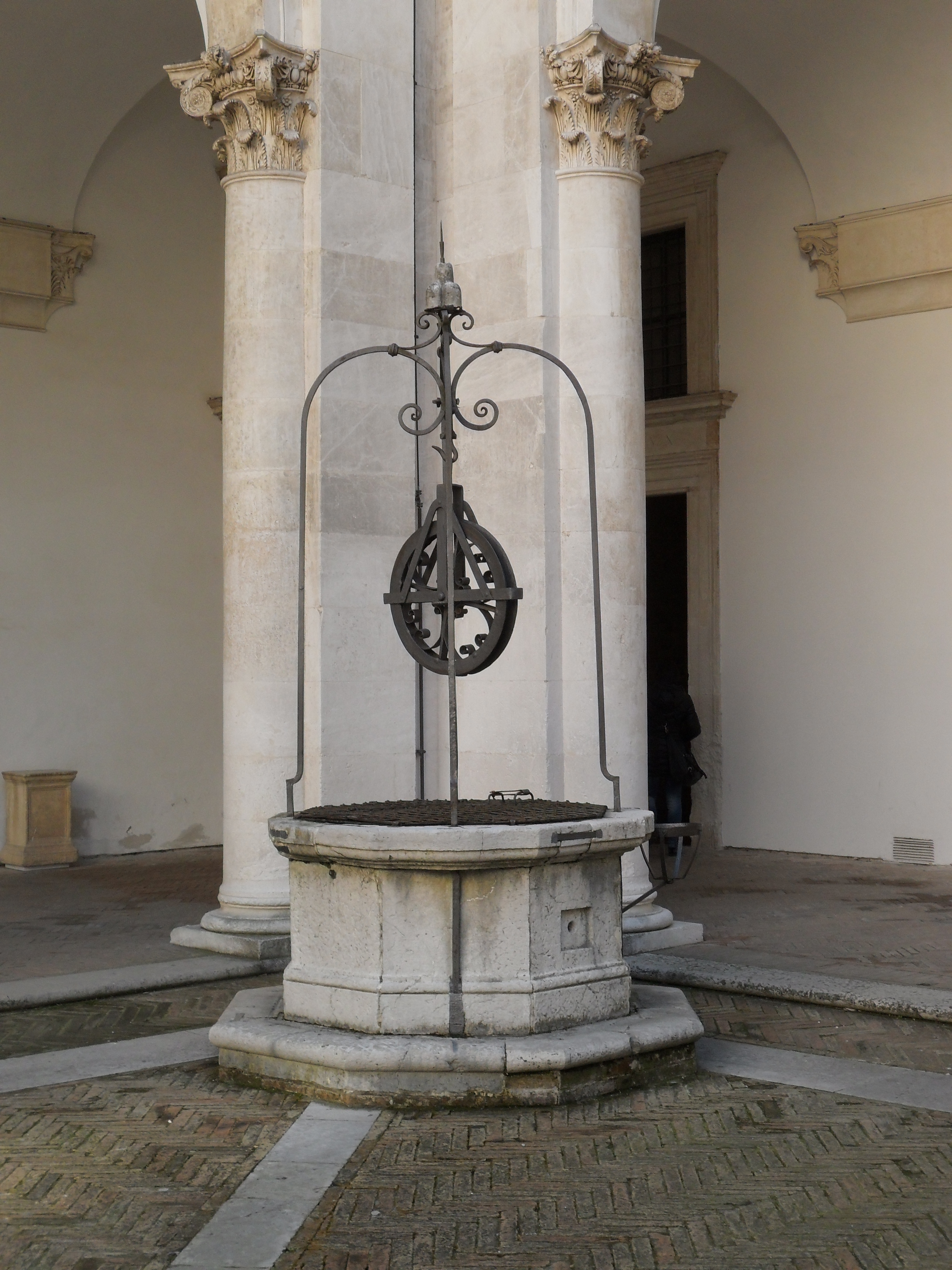
Колодязь у внутрішньому дворику
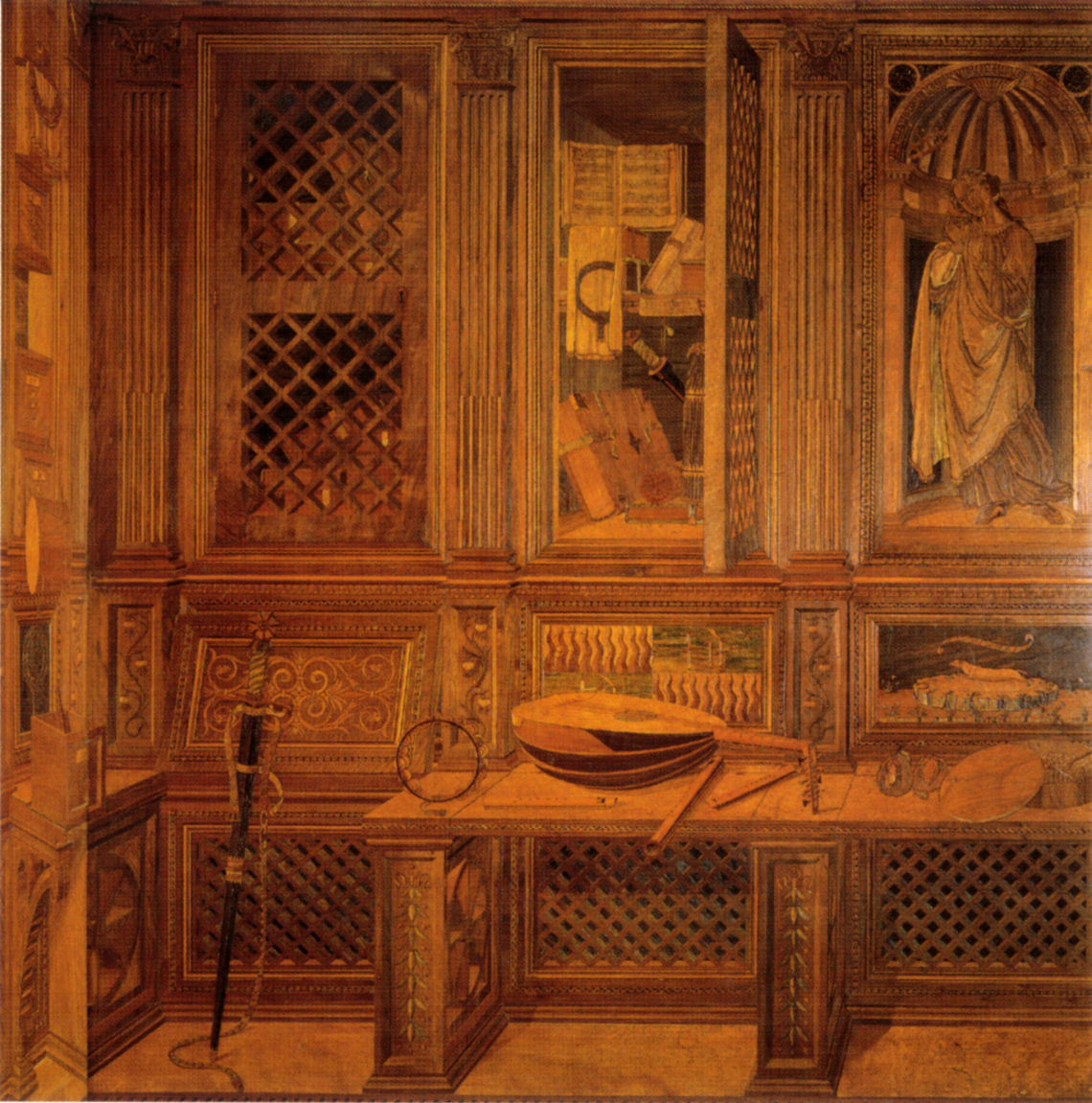
Студіоло ( маленька студія )Федеріко да Монтефельтро, інтарсія
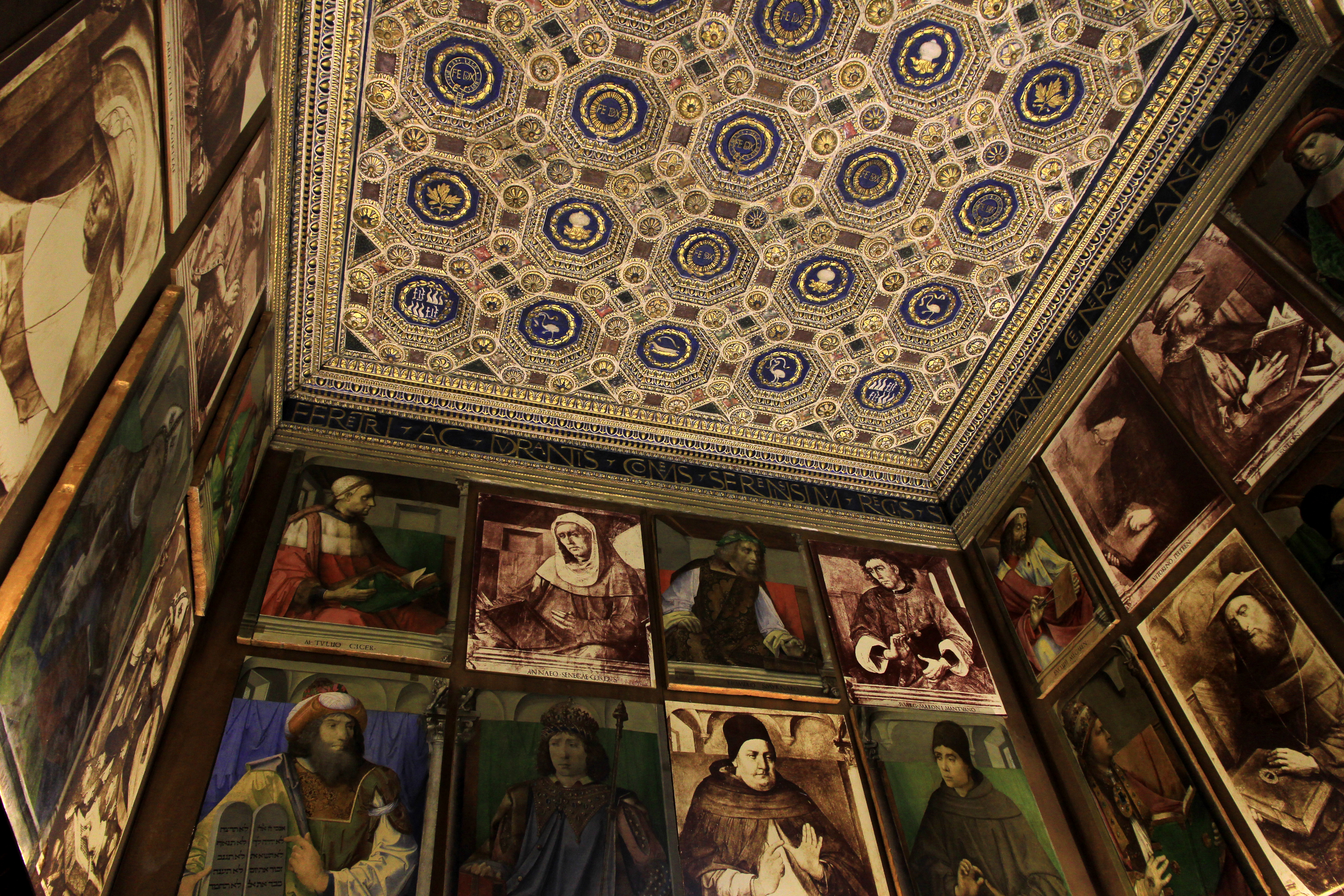
Студіоло з портретами уславлених мужів минулого

## Серія портретів уславлених мужів минулого для герцогської бібліотеки в Урбіно

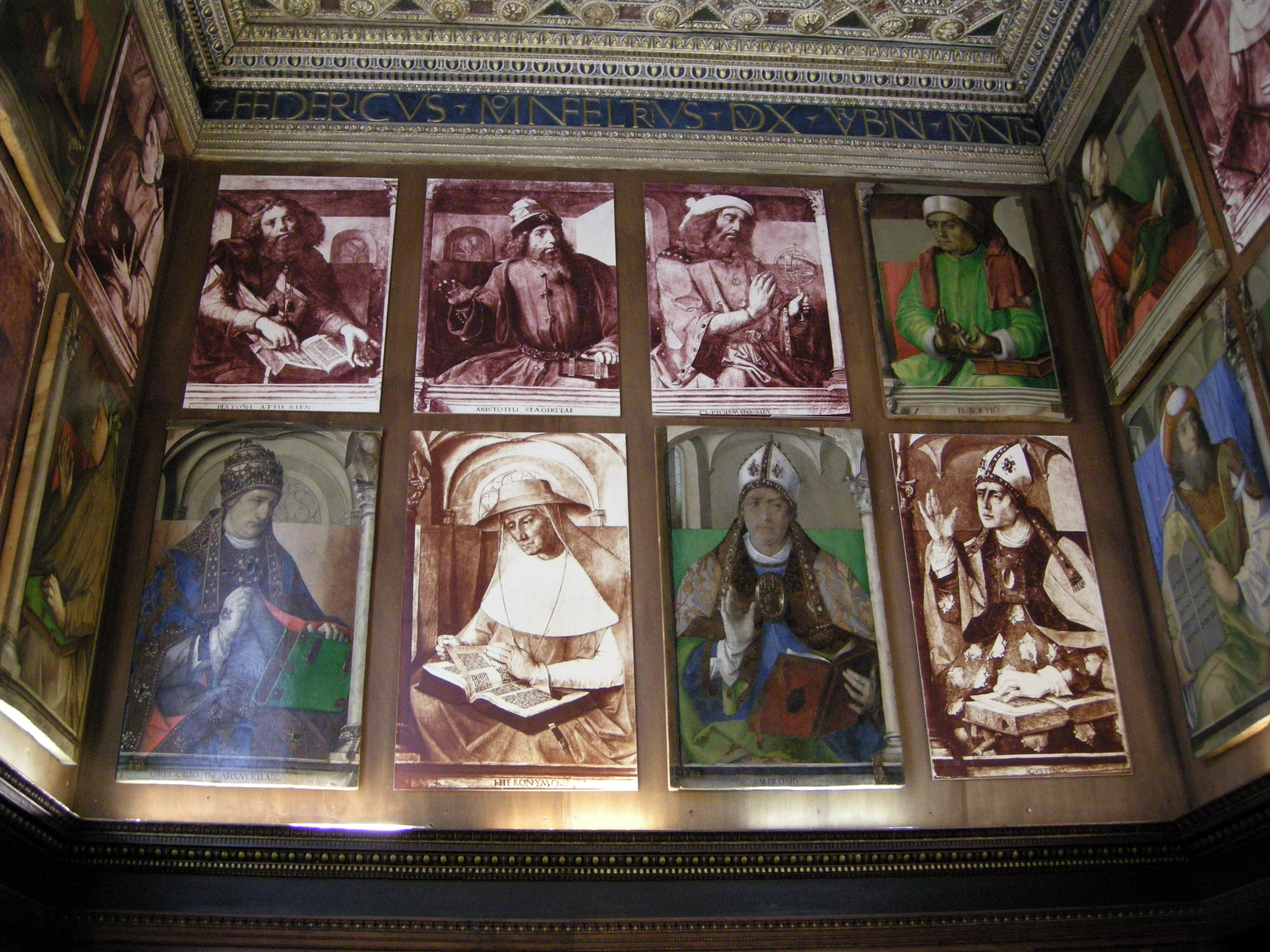

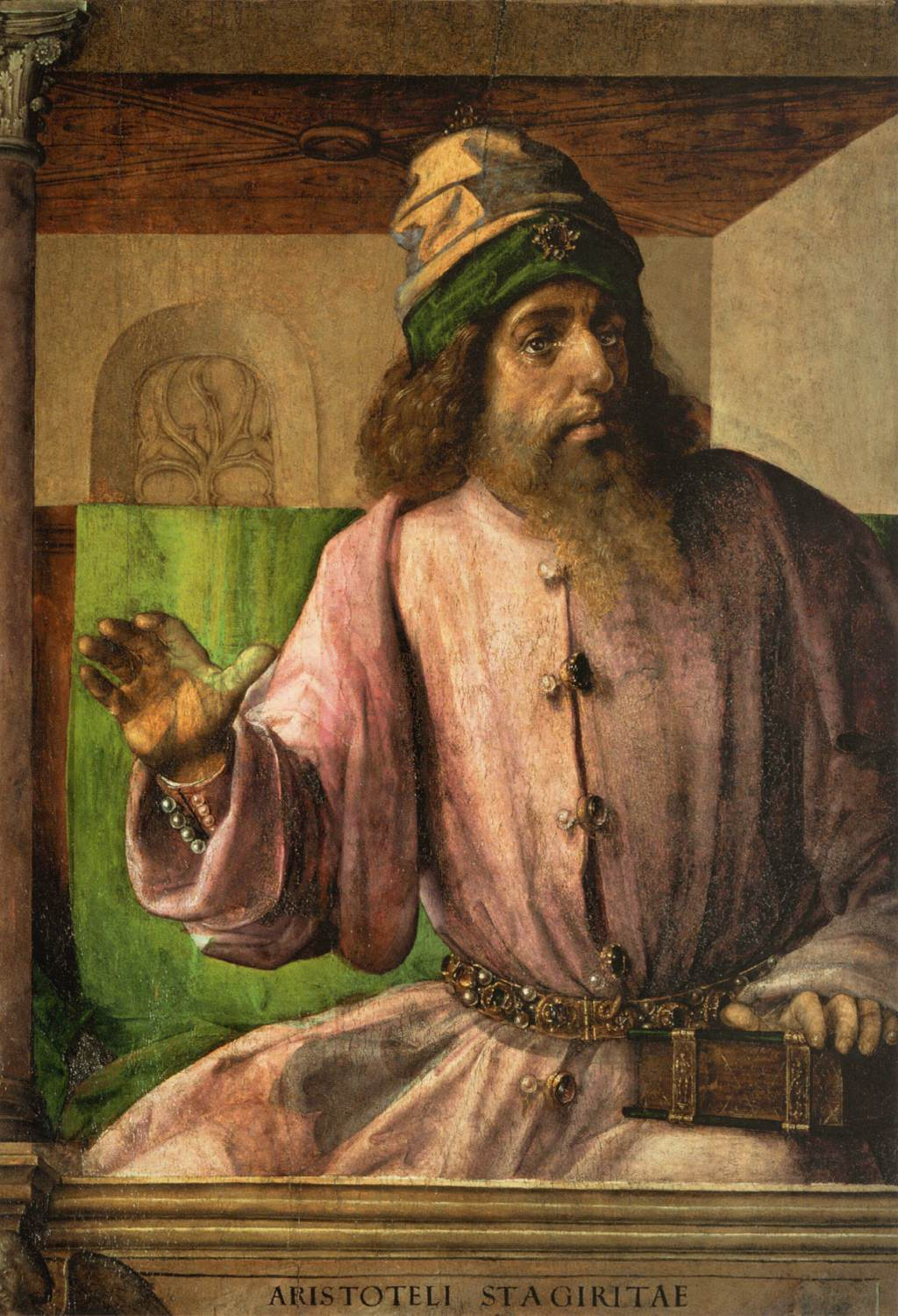
«Аристотель» (вигаданий портрет, нині Лувр, Париж)
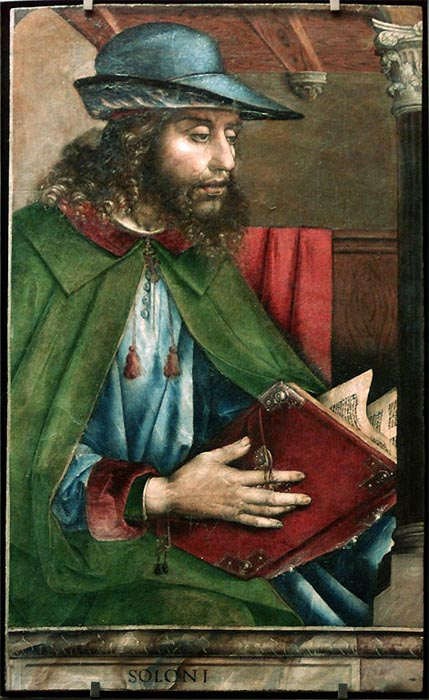
« Солон » (вигаданий портрет, нині Лувр, Париж)
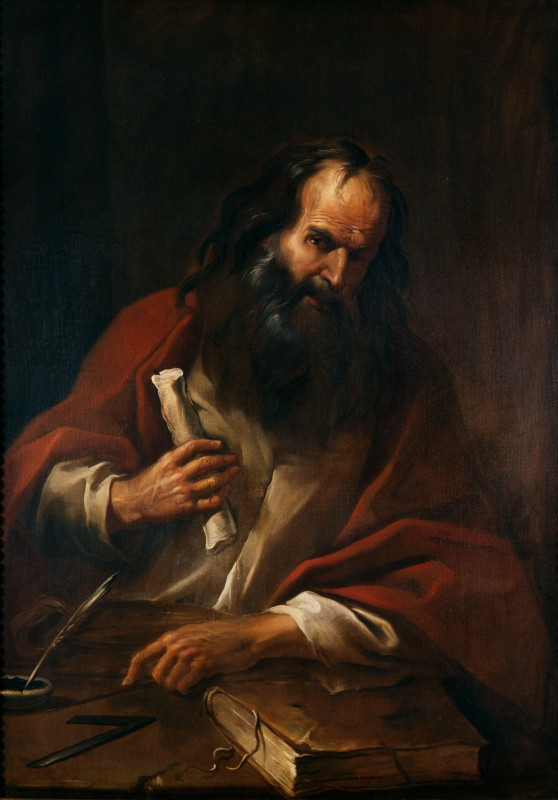
« Евклід», вигаданий портрет, Національна галерея Марки, Італія
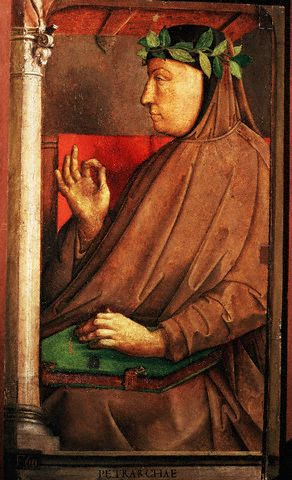
« Франческо Петрарка », вигаданий портрет,  Національна галерея Марки, Італія

Уславлений нині історичний інтер'єр доби кватроченто в Італії — студіоло Федеріго да Монтефельтре — викликає чимало запитань. Відомо, що інтер'єр в герцогському замку створили в період між 1473—1476 роками. Бібліотекар герцога, Веспасіано ді Бістічі, залишив свідоцтва, що іноземці-художники створили двадцять вісім (28) портретів уславлених мужів.
Далі починаються розбіжності та припущення. Більш-менш достовірно те, що тут працювали художники Педро Берругете та Йоос ван Вассенхов. Деякі з дослідників припускають, що тут могли працювати також Мелоццо да Форлі чи якісь інші італійські художники.
Як би там не було, для декорування герцогської бібліотеки була створена серія портретів уславлених мужів минулого. Як то відбувалось в ті часи, це суміш вигаданих портретів давньогрецьких науковців, римлян, богословів середньовіччя, біблійних персонажів з окремими додатками видатних осіб … італійської літератури та італійського кватроченто. Тобто, йшлося не тільки про діячів минулого.
Тому художники і створили вигадані портрети Платона і Аристотеля, Гомера і Сенеки, біблійного Мойсея, Вергілія і Солона, Евкліда і Томи Аквінського, Гіппократа, Данте Аліг'єрі і Франческо Петрарки, Святого Августина та Святого Єроніма тощо.
До уславлених мужів минулого додали також папу римського Сикста IV, самого Птолемея та кардинала Віссаріона Нікейського, активного і непосидючого візантійського релігійного діяча, що вчасно перейшов у католицтво ще до розпаду Візантії.
Більшість портретів створена за певною схемою. Всі вони подані в умовному середньовічному інтер'єрі і в умовно історичному одязі, сидять біля парапету, на котрий кинуто драперію, червону або зелену. Зелене тло вигаданих портретів видає твір Йооса ван Вассенхова, бо низка нідерландських портретистів полюбляла саме зелене тло.
Портрети виконували подвійну функцію: вони були престижним декором бібліотеки герцогського палацу та прикладом для наслідування.

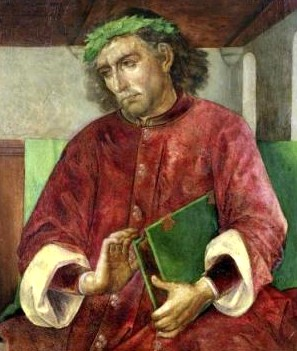
Вергілій, (вигаданий портрет, нині Лувр, Париж)
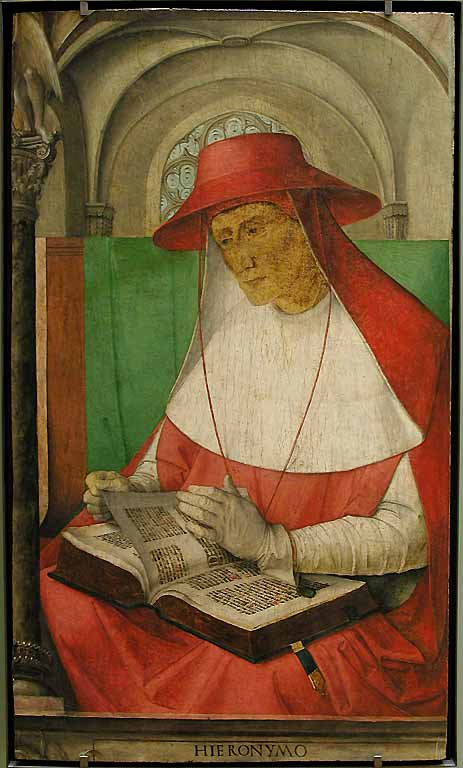
Св.Єронім, (вигаданий портрет, нині Лувр, Париж)
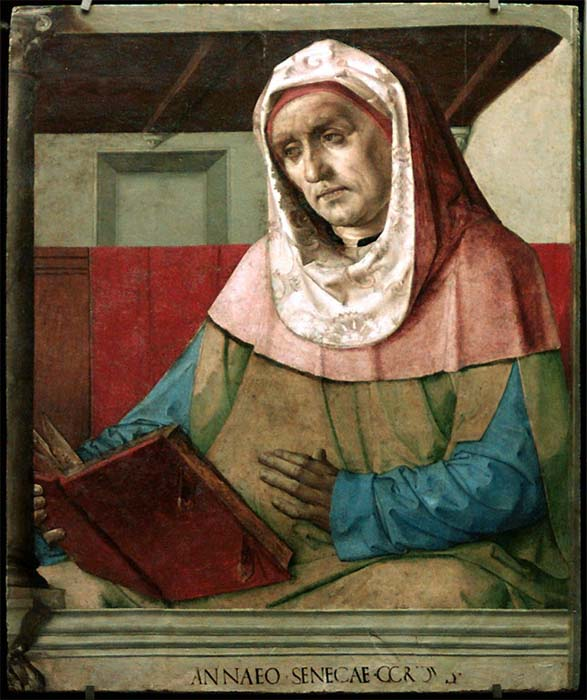
« Сенека »(вигаданий портрет, нині Лувр, Париж)
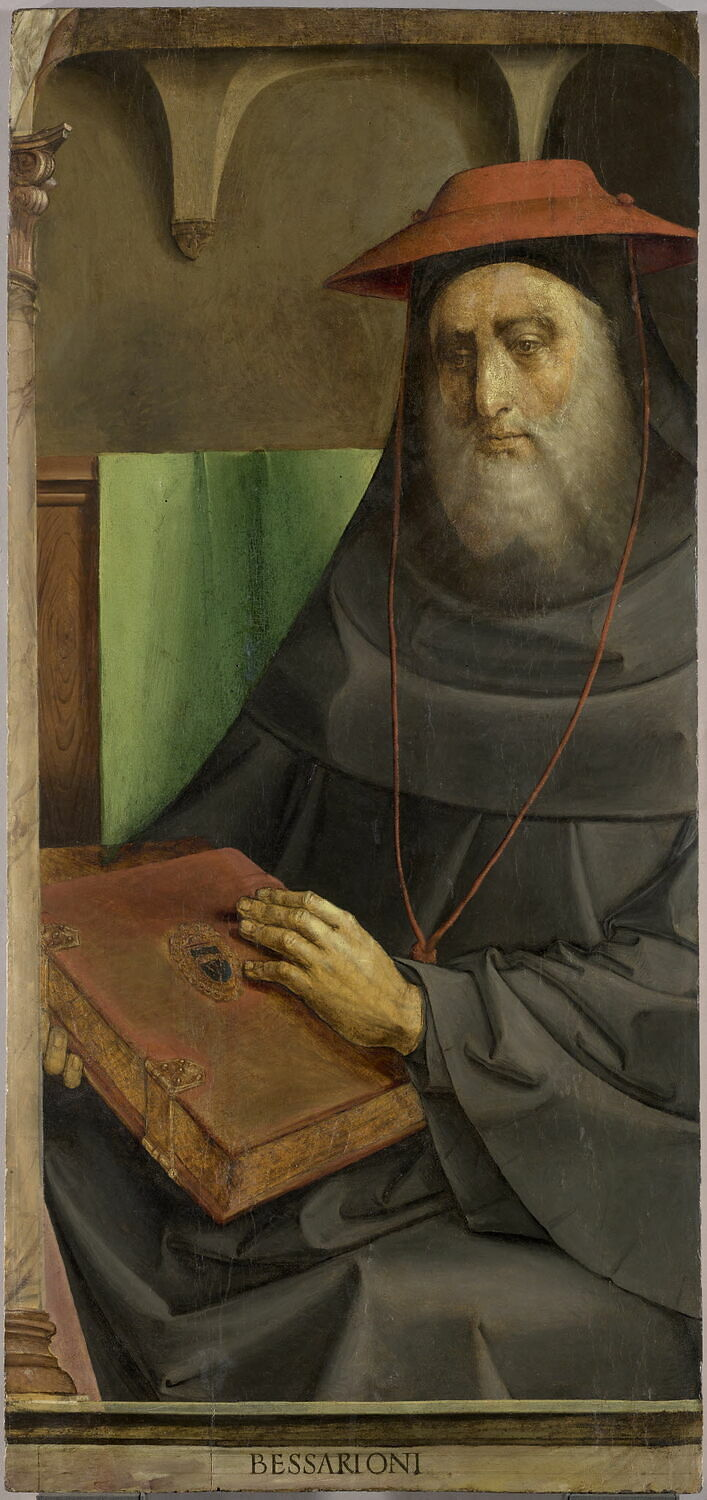
Віссаріон Нікейський, кардинал ( можливо, вигаданий портрет, нині Лувр, Париж)
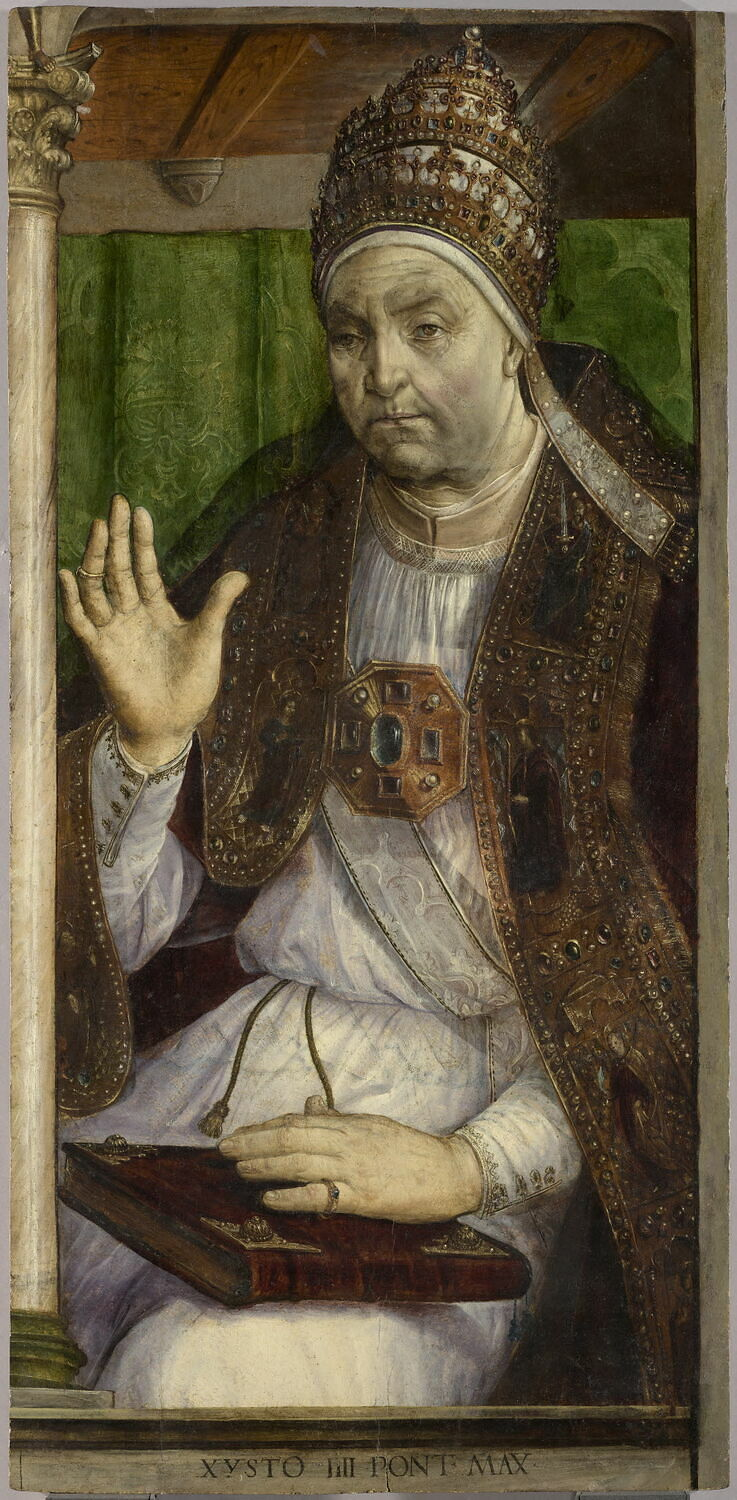
Папа римський Сикст IV.

Коли саме і де помер майстер — невідомо.

## Твори, приписані до творчості майстра
- «Поклоніння волхвів»

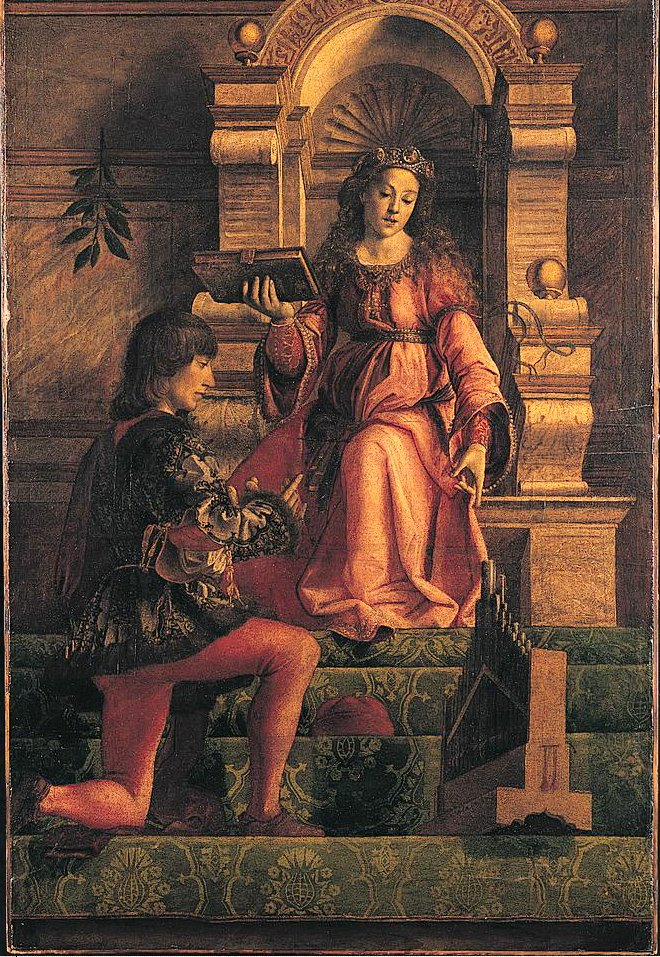
«Алегорія Музики». Національна галерея (Лондон)

- «Кальварія» або «Голгофа», триптих, церква св. Бавона, Гент
- «Вільні мистецтва»
- серія уславлених мужів минулого, бібліотека замку в Урбіно для Федеріго да Монтефельтро
- «Алегорія Риторики»
- «Євхаристія апостолів», Національна галерея Марке, Італія
- «Алегорія Музики», Національна галерея (Лондон)